# 제55회 미국 감독 조합상
제55회 미국 감독 조합상은 2002년 뛰어난 활동을 보인 영화 감독을 기리기 위해 2003년 3월에 열린 시상식이다. 뉴욕, Century Plaza Hotel에서 개최되었으며 사회자는 칼 라이너이다.

## 수상 및 후보

### 감독상(영화부문)
- 시카고 - 롭 마샬 수상

### 감독상(TV영화부문)
- 바그다드의 소년들 - 믹 잭슨 수상

### 감독상(다큐멘터리부문)
- Tasha Oldham 수상

### 감독상(광고부문)
- Baker Smith 수상

### 공로상
- 마틴 스코세이지 수상

### 명예상
- John Rich 수상

### 로버트 B. 알드리치 상
- 주드 테일러 수상

### 프랑크 카프라 상
- 유디 베넷 수상

### 프랭크린 J. 샤프너 상
- Esperanza Martinez 수상